# Napoléon sur le champ de bataille d'Eylau
Napoléon sur le champ de bataille d'Eylau est un tableau peint par Antoine-Jean Gros en 1807-1808.

## Description

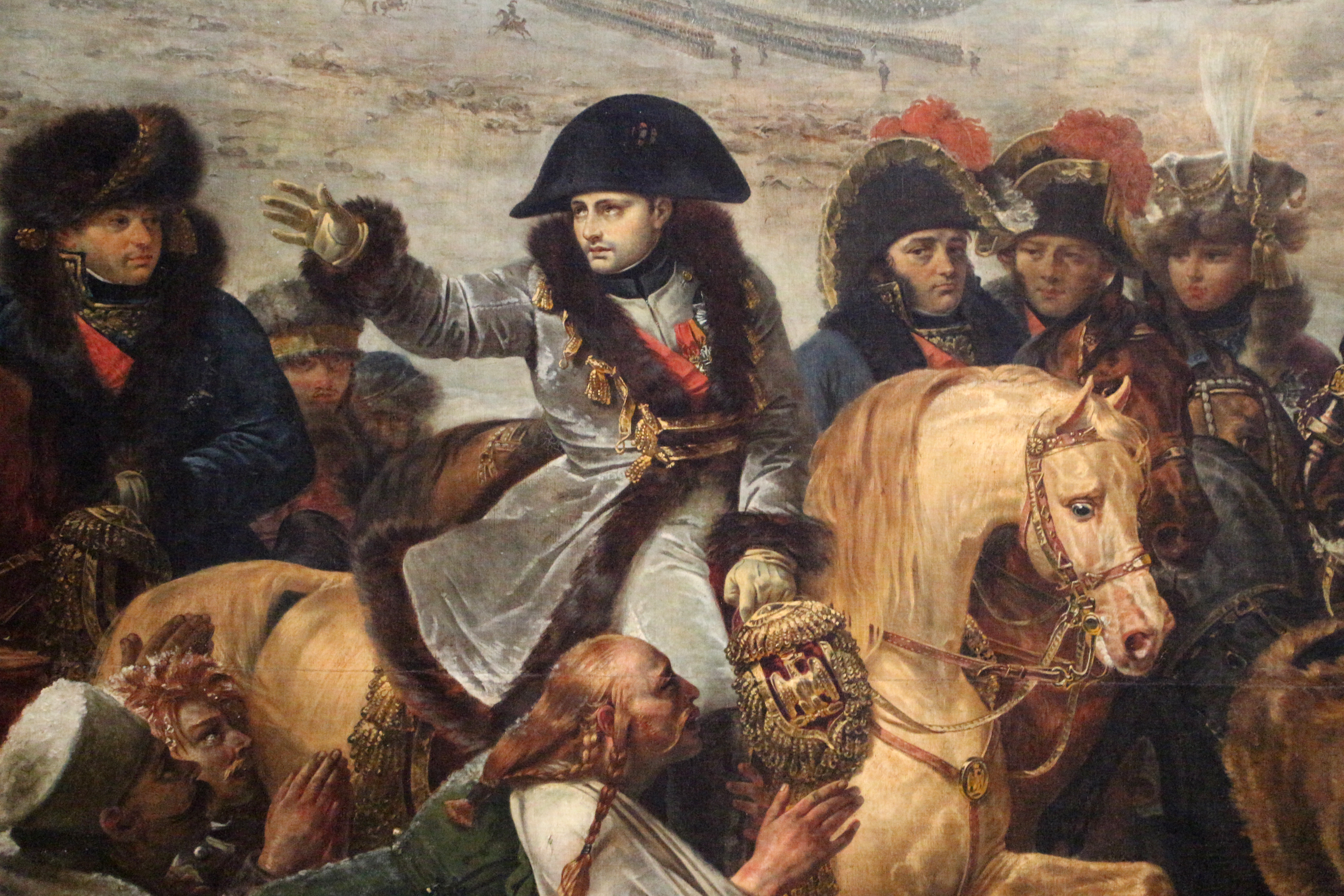
Détail du tableau sur Napoléon Ier au « regard halluciné ».

Le tableau représente l'empereur Napoléon Ier qui visite le champ de bataille d'Eylau, en province de Prusse-Orientale, le 9 février 1807, au lendemain de la victoire sanglante des Français sur les Russes et les Prussiens. L'Empereur, sur un cheval clair, entouré de médecins et de maréchaux, le regard plein de compassion, étend le bras comme pour bénir les blessés. Un autre soldat ennemi blessé embrasse la jambe de l'Empereur. À côté de Napoléon, le maréchal Murat, sur un cheval noir caracolant, semble une personnification de la guerre. Au premier plan de la toile des corps de soldats sont entassés, recouverts de neige, et un blessé devenu fou se débat. L'horreur de la scène est renforcée par le paysage enneigé, baigné d'une lumière blême, qui occupe le fond de la toile. 
Les maréchaux à cheval qui escortent Napoléon sont:
- A gauche, Berthier, Bessières, Caulaincourt.
- A droite, Soult, Davout, Murat [2]

Il existe une version antérieure de ce tableau, datant de 1807 et légèrement différente dans ses détails, qui est la propriété depuis 1988 du musée d'art de Toledo aux États-Unis.

## Contexte
Antoine-Jean Gros a peint ce tableau durant l'hiver 1807-1808, après en avoir obtenu la commande officielle à la suite d'un concours qu'il avait remporté. Le directeur du musée Napoléon, Vivant Denon, avait indiqué la plupart des aspects de la composition, le moment à peindre, le nombre de figurants, les cadavres au premier plan, les grandes dimensions de la toile. Le réalisme des figures du premier plan dépassait sans doute ses recommandations. Gros exposa son tableau au Salon de 1808. Les espions de la police présents au Salon suspectèrent ce tableau de rendre la guerre impopulaire. Toutefois, Napoléon apprécia l'œuvre et lors de la distribution des récompenses aux artistes, il remit sa propre croix de la Légion d'honneur au peintre, Gros bénéficiera du soutien de Napoléon et de sa cour.

## Analyse

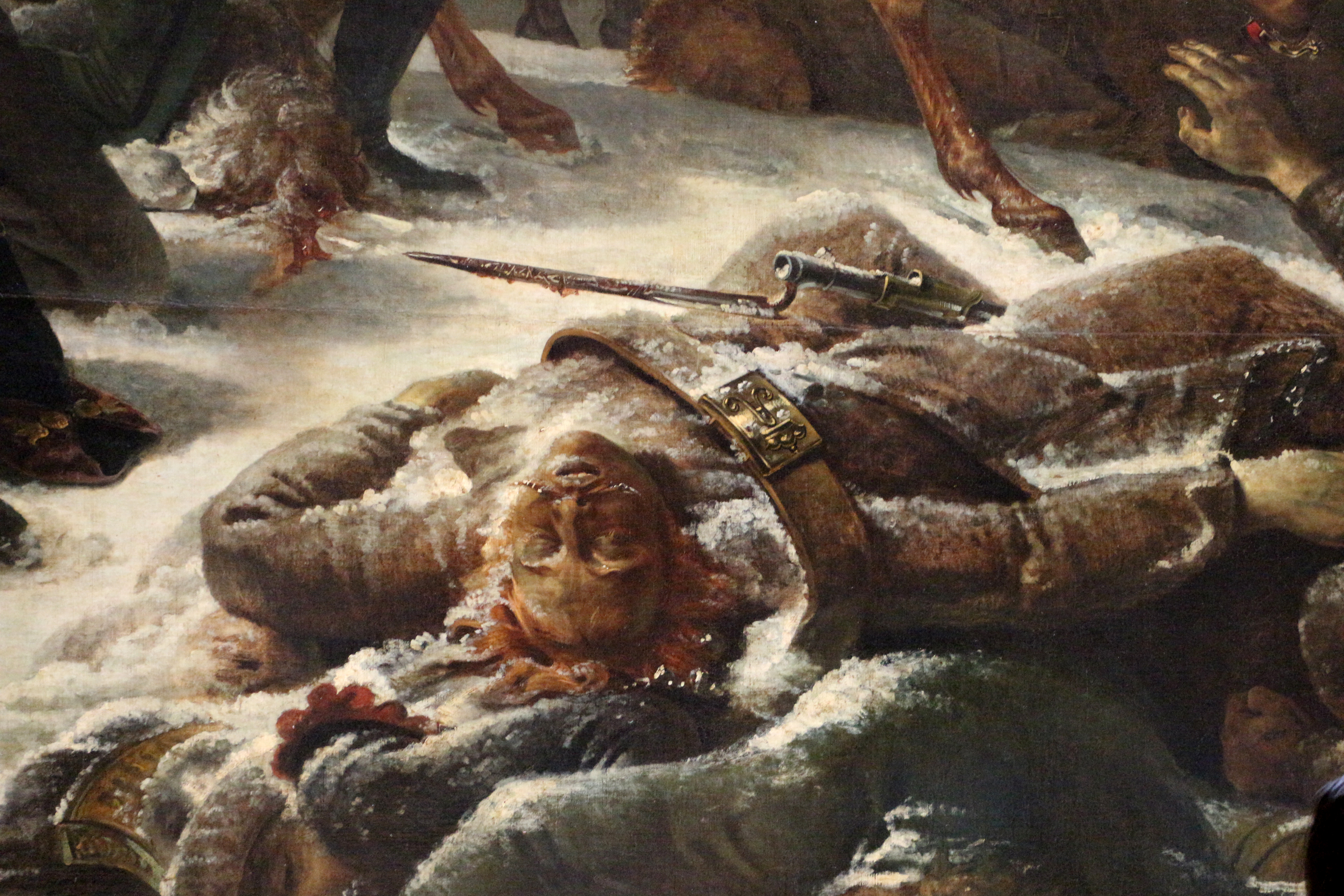
Détail sur les cadavres au premier plan.

La composition de cette toile rappelle celle d'une création antérieure de Gros, Bonaparte visitant les pestiférés de Jaffa (1804, musée du Louvre) et entre dans la Légende napoléonienne. Mais le réalisme est ici d'une plus grande brutalité. Il n'a jamais été égalé dans aucune autre peinture d'histoire napoléonienne. Le premier plan de cadavres a pris davantage d'importance que dans Les Pestiférés et arrête le regard. Le sentiment d'effroi et de sublime qui saisit le spectateur est dû aux dimensions énormes données aux morts par Gros. Les visages au bas du tableau font deux fois la taille normale. Certains personnages sont coupés par les bords du cadre, comme si la toile était le fragment d'une scène réelle. Gros a peint son tableau d'un pinceau large. Comme dans Les Pestiférés, l'élève de Jacques-Louis David rompait avec l'enseignement de son maître néoclassique. Cette toile annonçait les œuvres des peintres romantiques, Théodore Géricault et Eugène Delacroix.

## Usage en littérature
L'écrivain Jean-Paul Kauffmann analyse longuement, à deux reprises, ce tableau – et sa version du musée d'art de Toledo aux États-Unis – dans deux récits-essais : La Chambre noire de Longwood (1997) et Outre-Terre (2016).